# UFC 252
UFC 252: Miocic vs. Cormier 3 fue un evento de artes marciales mixtas producido por Ultimate Fighting Championship que tuvo lugar el 15 de agosto de 2020 en las instalaciones del UFC Apex en Enterprise, Nevada, parte del área metropolitana de Las Vegas, Estados Unidos.

## Historia
Inicialmente otro evento en la 3Arena en Dublín, Irlanda se llevaría a cabo en esta fecha. Sin embargo, la promoción confirmó en junio que la cartelera de Dublín había sido pospuesta indefinidamente por la pandemia por COVID-19.
Un combate por el Campeonato de Peso Pesado de UFC entre el actual dos veces campeón Stipe Miocic y el excampeón Daniel Cormier servirá como evento estelar de la noche. Se enfrentaron por primera vez el 7 de julio de 2018 en UFC 226, donde Cormier derrotó a Miocic por nocaut en la primera ronda para convertirse en campeón. La segunda vez que se enfrentaron fue en UFC 241, el 17 de agosto de 2019, en esta ocasión Miocic se llevó el combate y recuperó el campeonato tras noquear a Cormier en la cuarta ronda.
Pedro Munhoz enfrentaría  a Frankie Edgar en UFC 251. Sin embargo, la promoción decidió mover el combate para el evento UFC on ESPN: Kattar vs. Ige que tomó lugar cuatro días después. El 6 de julio, se anunció que la pelea había sido cancelada ya que Munhoz dio positivo tras la prueba de COVID-19. Inicialmente fueron reprogramados para este evento, sin embargo, la promoción decidió mover nuevamente el combate para una semana más tarde en UFC on ESPN: Munhoz vs. Edgar.
Una pelea de peso semipesado entre Magomed Ankalaev y Ion Cutelaba estaba programada para el evento. Se habían enfrentado anteriormente en UFC Fight Night: Benavidez vs. Figueiredo, donde Ankalaev ganó con un controversial nocaut. Originalmente la pelea tendría lugar en UFC 249 el 18 de abril. Sin embargo, Ankalaev se vio obligado a abandonar el combate por las restricciones de viajes por la pandemia. El 11 de agosto, Cutelaba dio positivo para COVID-19 y el combate fue reprogamado para UFC Fight Night 175.
Se esperaba que Rogério Bontorin enfrentara al recién llegado Manel Kape en el evento. Sin embargo, Bontorin abandonó el combate el 22 de julio por una lesión de tobillo. Kape también sufrió la misma lesión y su debut quedó pospuesto.
Un combate de peso semipesado entre Jorge Gonzalez y Ike Villanueva tendría lugar en el evento. Sin embargo, por problemas con la visa de Gonzalez, el combate fue reprogramado para UFC on ESPN 15.
En los pesajes, Herbert Burns y T.J Brown no dieron el peso para sus respectivas peleas. Burns pesó 149.5 libras, 3.5 libras por encima del límite de peso pluma (146 lb), mientras Brown pesó 146.5 libras, media libra por encima del límite del peso pluma. Ambos combates se realizaron en un peso acordado y cada uno fue multado con el 20% de su salario.

## Resultados
1. ↑  Por el Campeonato de Peso Pesado de UFC.

## Premios extra
Los siguientes peleadores recibieron $50,000 en bonos:
- Pelea de la Noche: Kai Kamaka III vs. Tony Kelley
- Actuación de la Noche: Daniel Pineda y Virna Jandiroba